# 83 Batalion WOP
83 Batalion Wojsk Ochrony Pogranicza – samodzielny pododdział Wojsk Ochrony Pogranicza.

## Formowanie i zmiany organizacyjne
Na podstawie rozkazu MBP nr 043/org z 3 czerwca 1950, na bazie 6 Brygady Ochrony Pogranicza, sformowano 8 Brygadę Wojsk Pogranicza, a z dniem 1 stycznia 1951 16 batalion Ochrony Pogranicza przemianowano na 83 batalion WOP.
9 maja 1967 z okazji święta narodowego Czechosłowacji odbyła się uroczystość nadania imienia kapitana Stepana Wajdy Strażnicy WOP w Porajowie.
W 1976, w związku z przejściem na dwuszczeblowy system dowodzenia, rozwiązano batalion. W jego miejsce zorganizowano sekcję zwiadu, kompanie odwodową. Strażnice podporządkowano bezpośrednio brygadzie.

## Struktura organizacyjna
W 1956 batalionowi podlegały:
- 19 strażnica specjalna – Bratków
- 18 strażnica I kategorii – Trzciniec
- 17 strażnica II kategorii – Porajów
- 16 strażnica III kategorii – Białopole
- 15 strażnica II kategorii – Markocice
- 14 strażnica III kategorii – Wigancice

Struktura batalionu WOP Bogatynia i numeracja strażnic na dzień 31.12.1959.
sztab batalionu WOP Bogatynia
- 9 strażnica II kategorii – Bratków
- 10 strażnica II kategorii – Działoszyn
- 11 strażnica II kategorii – Trzciniec
- 12 strażnica II kategorii – Porajów
- 13 strażnica III kategorii – Białopole
- 14 strażnica II kategorii – Markocice
- 15 strażnica IV kategorii – Wigancice
- 16 strażnica IV kategorii – Lutogniewice

Struktura batalionu i numeracja strażnic na dzień 1.01.1964.
- 8 strażnica WOP lądowa II kategorii Bratków
- przejście graniczne - drogowe Bratków
- 9 strażnica WOP lądowa II kategorii Działoszyn
- 10 strażnica WOP lądowa II kategorii Trzciniec
- 11 strażnica WOP lądowa I kategorii Porajów
- 12 strażnica WOP lądowa III kategorii Białopole
- 13 strażnica WOP lądowa III kategorii Markocice
- przejście graniczne- drogowe Markocice
- 14 strażnica WOP lądowa IV kategorii Wigańcice Żytawskie
- 15 strażnica WOP lądowa IV kategorii Lutogniewice

## Dowódcy batalionu
- kpt. Feliks Sobolewski (?-1954)
- mjr Michał Światłowski - (?-1956)[5]
- mjr Stanisław Gałuza- (1956-1958)[6]
- kpt. Ryszard Liszewski - (1958)[7]